# Estoloides leucosticta
Estoloides leucosticta là một loài bọ cánh cứng trong họ Cerambycidae.